# オーギュスト・ピカール

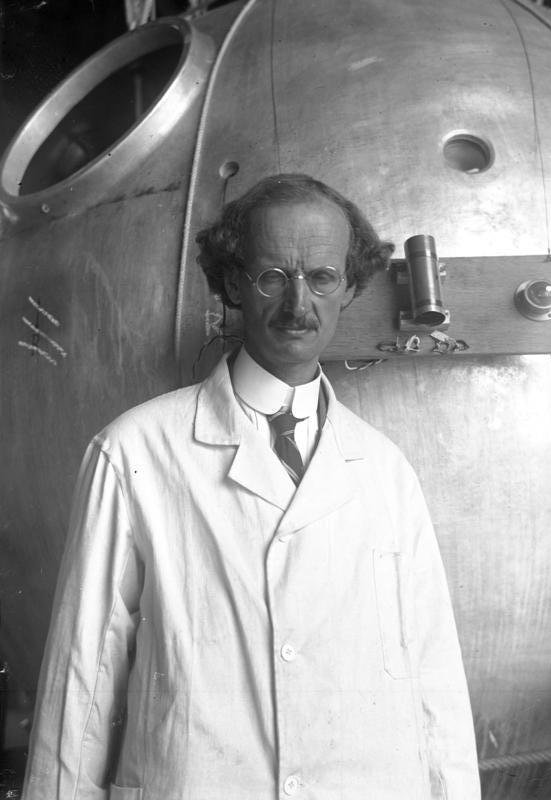
オーギュスト・ピカール（1932年の写真）

オーギュスト・ピカール（Auguste Piccard、1884年1月28日 - 1962年3月24日）はスイスの物理学者、気象学者、冒険家。宇宙と深海に対して大きな関心があった。

## 人物
1884年、スイスのバーゼルのフランス系の家庭に生まれた。化学者で冒険家のジャン・フェリックス・ピカールは、一卵性双生児の実兄。
少年時代から科学に興味を示し、チューリッヒ工科大学で学んだ後、1922年にブリュッセル自由大学の物理学教授に就任した。同年、息子ジャック・ピカールが誕生。
1931年5月27日、宇宙線やオゾンを研究するために、自らが設計し、ベルギー国立科学研究基金（FNRS）からの資金援助を受けて製作した水素気球FNRS-1に乗ってドイツのアウクスブルク上空16,000 mの成層圏に達した。これは世界初の気球による成層圏到達であり、ピカールはこの業績によりハーモン・トロフィーを獲得した。この気球は直径30 mと大型のもので、地上と上空の気圧の差を巧みに利用したものであった。
1932年8月18日にはFNRS-1で自らの高度記録を更新している。彼はその後も気球に乗り続け、計27回の浮上の最高記録は23,000mであった。
1930年代からは深海への到達を志すようになった。第二次世界大戦のため研究の遅れもあったが、1948年、気球の原理を応用し、浮力材にはガソリンを用いて電気推進式の深海探査艇（バチスカーフ）を発明した。
1962年、スイスのローザンヌで死去。

## バチスカーフについて

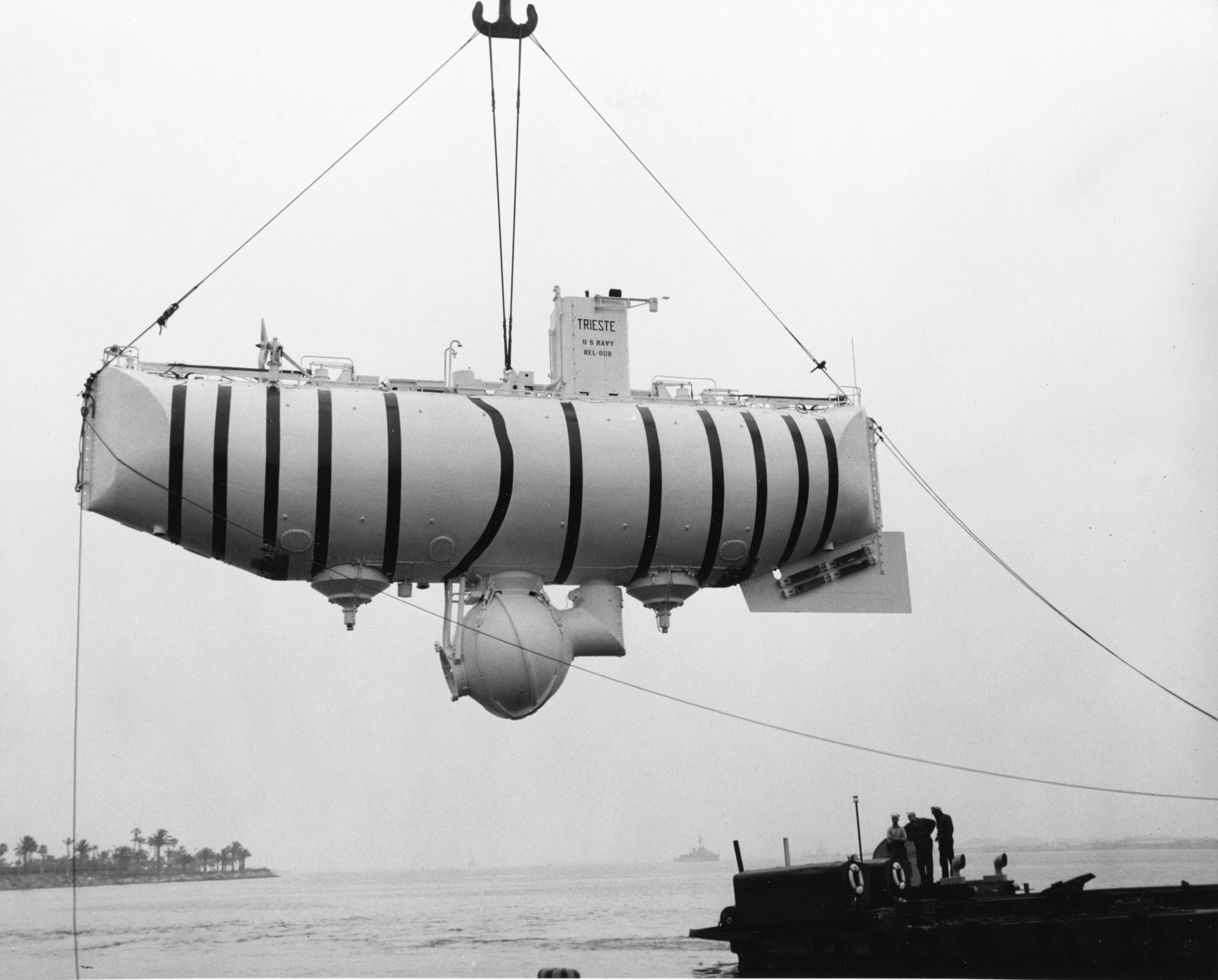
バチスカーフ・トリエステ号

ピカールが発明した深海潜水艇はバチスカーフ（Bathyscaphe）と呼ばれる。細長い船体に、海水よりも密度が小さいガソリンを搭載して浮力をつけたもので、ガソリンは水圧によって潰れないという利点があった。沈降時は鉄のおもり（バラスト）をつけ、浮上時はそのおもりを捨てるようになっていた。
最初にピカールが製造したバチスカーフであったFNRS-2は、1948年、無人での試験潜航の際に事故を起こしたのち、資金難によりフランス海軍に売却され、1953年にFNRS-3に改造後、1954年2月にジョルジュ・ウオ (パイロット) とピエール・ウィルム（Pierre Willm）(技術者)はダカール沖160マイルの大西洋で深度4050mに到達した。ピカールはこれとは別に、1953年、新たにバチスカーフ・トリエステ号を製造し、これは1958年にアメリカ海軍に買い取られた。
1960年、トリエステ号に、彼の息子であるジャック・ピカールらが搭乗し、マリアナ海溝チャレンジャー海淵に達した。

## エピソード
- 子供のころオーギュストは左利き、双子の兄弟ジャン・フェリックスは右利きで母親はそれを利用して二人を見分けた。後にオーギュストは訓練によって両効きとなり、その特性を板書に活用したという[1]。
- 初めて成層圏に到達した気球は、ベルギー、サントーメ・プリンシペ、コンゴ共和国、カンボジアで切手のデザインに採用されている。
- 孫にあたるベルトラン・ピカールは1999年に世界で初めて、気球ブライトリング オービター 3による無着陸世界一周を達成した。

## 著書
- オーギュスト・ピカール 著、岩崎友吉 訳『成層圏へ』白水社〈白水社科学選書〉、1942年。
- A・ピカール 著、富永斉 訳『成層圏から深海へ』法政大学出版局、1957年。